# Swindon
Swindon (/ˈswɪndən/ⓘ) es una ciudad y una autoridad unitaria en el suroeste de Inglaterra (Reino Unido). Está situada aproximadamente a mitad de camino entre Cardiff y Londres, y está en el ferrocarril mayor entre Londres y Bristol.
La estación de trenes de Swindon es en el ferrocarril  de Londres, Paddington a Bristol. La autoridad de la división administrativa es independiente de la autoridad de Wiltshire desde 1997. El mote de Swindon es "Salubritas et Industria" (que significa en español "salud e industria"). Los ciudadanos de Swindon son conocido como Swindonians.
Swindon fue llamado un 'Expanded Town' (un Pueblo Expandido) por el 'Town Development Act 1952' (Ley de Pueblo Desarrollo, 1952) y este causaba un aumento inmenso de la población. En el censo de 2001, la población del barrio urbano de Swindon era 155.432, mientras unos 184.000 vivían en la división administrativa, que incluye las aldeas grandes de Highworth y Wroughton.

## Historia

### Etimología
El nombre Swindon viene de la palabra 'cerda' en viejo inglés, 'Swine', y para colina o torre en viejo británico, 'Dun'.

## Geografía y Tiempo
El pueblo tiene una área de unos 40km².
En Swindon hace una clima templado, con inviernos y veranos que duran aproximadamente igualmente. 

## Localidades
- Alexandra Park
- Blunsdon St Andrew
- Broad Blunsdon
- Chiseldon
- Highworth
- Wanborough
- Wroughton

- Lugares de interés cercanos: Avebury, Barbury Castle, Crofton Pumping Station, Silbury Hill, Stonehenge, Uffington White Horse.
- Lugares de interés científicos: Coate Water, Great Quarry, Haydon Meadow, Okus Quarry, Old Town Railway Cutting and Lydiard Country Park.

## Gobierno
El gobierno municipal fue creado en 1974, que entonces llamado el "Borough of Thamesdown" (La división administrativa de Thamesdown), de los "Swindon Borough" y "Highworth Rural Councils" (Las divisiones administrativas de Swindon y Highworth). Inicialmente, no era llamado Swindon, porque la división administrativa tiene un área mayor que el pueblo, y las aldeas y tierra cercanas. Sin embargo, era rellamado "Borough of Swindon" (La división administrativa de Swindon) en 1997. La división administrativa se hizo una autoridad unitaria el 1 de abril de 1998, después de una revisión por el "Local Government Commission for England" (La Comisión de Gobiernos Municipales para Inglaterra). Por consiguiente, el pueblo ya no es apoyado por el "Wiltshire County Council" (La Autoridad Regional de Wiltshire).
La ejecutiva consta de un ejecutivo (Consejero Rod Bluh), y un Consejo de Ministros que se compone del Partido Conservador y Unionista. Incluye 43 consejeros Conservadores, 12 Laborista, 3 Demócratas Liberales y un (anteriormente Laborista) independiente.
Swindon es representado en el Parlamento Nacional por dos diputados. Anne Snelgrove (Laborista) fue elegido para el Escaño del sur de Swindon en 2005, y Michael Wills, también Laborista, ha representado el norte de Swindon desde 1997. Antes de 1997, había un escaño único para Swindon, aunque mucho de lo que está ahora en Swindon era entonces parte del Escaño de Devizes.

## Demografía
En el censo de 2001, había 180.061 personas y 75.154 casas ocupadas en La División Administrativa Unitaria de Swindon. Por término medio, había 2.38 personas por casa. La densidad de población era 780/km². 20.96% de la población tenían 0–15 años, 72.80% 16-74, y el sobrante 6.24% tenían 75 años o más. Por cada 100 mujeres, había 98.97 hombres.
Aproximativamente 300,000 personas viven a 20 minutos del centro de Swindon.

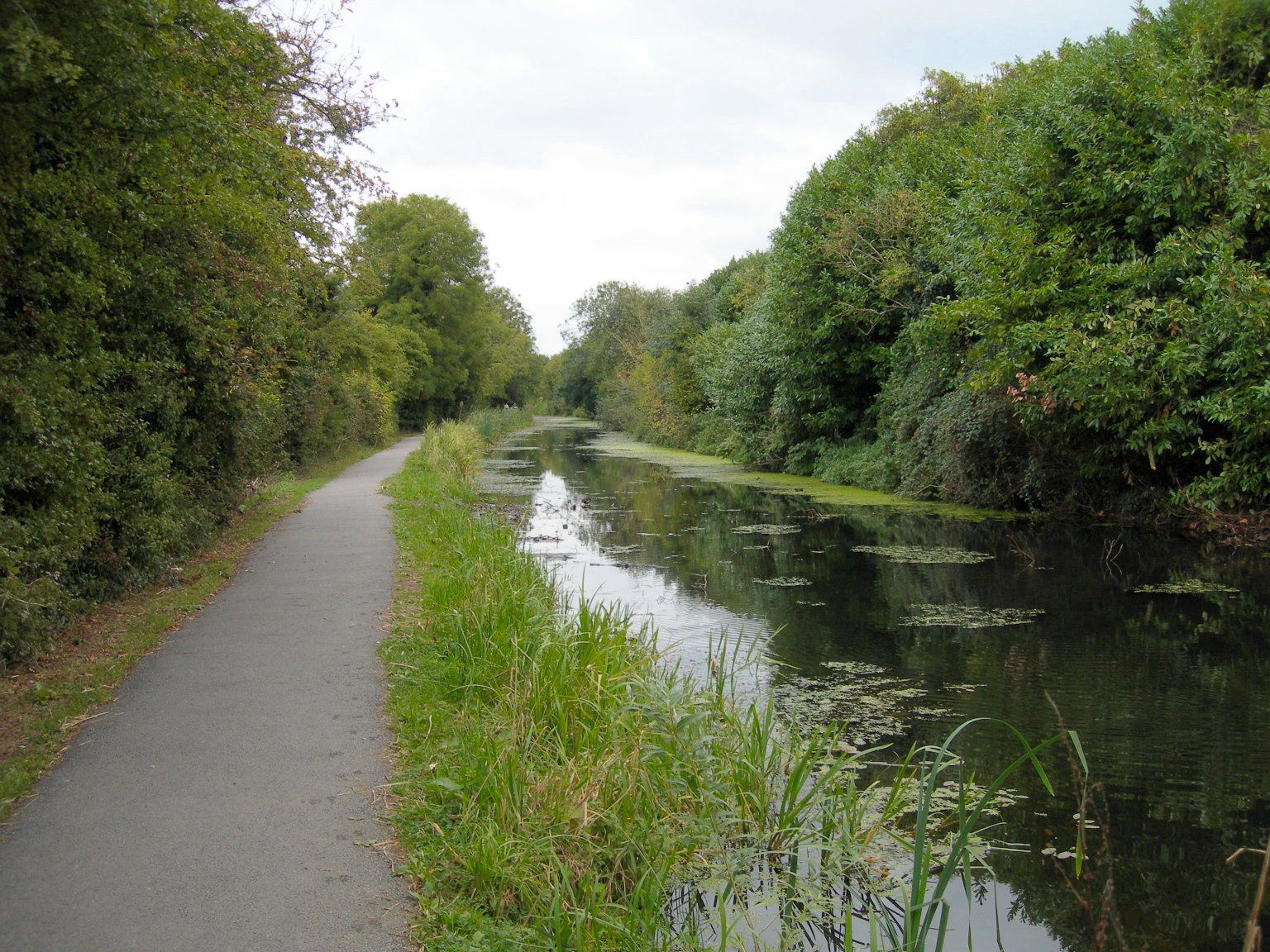
"The Wilts and Berks Canal" cerca de Rushey Platt, Swindon.

La composición étnica del pueblo era 95.2% blanco, 1.3% indio, y 3.5% otro. 92.4% nacían en el RU, 2.7% en la UE, y 4.9% en otro sitio.
Se prevé un aumento de 70.000 personas (38.9%) en la población de Swindon para 2026; de los 180.000 actuales, a los 250.000. La población y el crecimiento urbano grandes de Swindon han planteado la pregunta, ¿debe Swindon recibir la posición de ciudad?
Swindon es considerado ser un microcosmos de todo del RU en su composición demográfica, en la medida que ha sido usado para investigar el mercado y probar los productos y servicios nuevos. Un ejemplo fue el desdichado dinero electrónico de Mondex. 
Las comunidades religiosas incluyen las  anglicana, la Iglesia católica, la Iglesia de Jesucristo de los Santos de los Últimos Días, los Hare Krishnas y uno de los templos sij mayor en el RU.

## Negocios
Los empleadores mayores incluyen la maquinaria de producción de coches de Honda.

## Educación
En Swindon se da la educación según las leyes de Inglaterra.